# Сандерс (тауншип, Миннесота)
Сандерс (англ. Sanders) — тауншип в округе Пеннингтон, Миннесота, США. На 2000 год его население составило 285 человек.

## География
По данным Бюро переписи населения США площадь тауншипа составляет 93,7 км², из которых 93,7 км² занимает суша, а 93,7 км² — вода (93,7 км²).

## Демография
По данным переписи населения 2000 года здесь находились 285 человек, 104 домохозяйства и 79 семей.  Плотность населения —  3,0 чел./км².  На территории тауншипа расположено 113 построек со средней плотностью 1,2 построек на один квадратный километр. Расовый состав населения: 99,30 % белых, 0,35 % коренных американцев и 0,35 % азиатов. Испанцы или латиноамериканцы любой расы составляли 0,70 % от популяции тауншипа.
Из 104 домохозяйств в 35,6 % воспитывались дети до 18 лет, в 69,2 % проживали супружеские пары, в 1,9 % проживали незамужние женщины и в 24,0 % домохозяйств проживали несемейные люди. 20,2 % домохозяйств состояли из одного человека, при том 5,8 % из — одиноких пожилых людей старше 65 лет. Средний размер домохозяйства — 2,74, а семьи — 3,19 человека.
26,7 % населения — младше 18 лет, 6,0 % — в возрасте от 18 до 24 лет, 28,8 % — от 25 до 44, 28,1 % — от 45 до 64, и 10,5 % — старше 65 лет. Средний возраст — 39 лет. На каждые 100 женщин приходилось 120,9 мужчин.  На каждые 100 женщин старше 18 приходилось 117,7 мужчин.
Средний годовой доход домохозяйства составлял 36 250 долларов, а средний годовой доход семьи —  44 792 доллара. Средний доход мужчин —  28 750  долларов, в то время как у женщин — 26 667. Доход на душу населения составил 14 376 долларов. За чертой бедности находились 17,8 % семей и 18,8 % всего населения тауншипа, из которых 17,6 % младше 18 и 36,1 % старше 65 лет.